# Liste der Autorenbeteiligungen und Produktionen von Peter Plate
Dies ist eine Übersicht über die Kompositionen und Produktionen des deutschen Musikers, Komponisten und Produzenten Peter Plate.

## 218 Lieder

### #
| # | Titel      | Dauer | Jahr | Interpret      | Funktion                   |
| - | ---------- | ----- | ---- | -------------- | -------------------------- |
| 1 | 2 Sekunden | 4:06  | 2002 | Rosenstolz     | Co-Komponist, Co-Produzent |
| 2 | 36 Grad    | 3:50  | 2007 | 2raumwohnung   | Co-Produzent               |
| 3 | 48 Stunden | 3:34  | 2002 | Rosenstolz     | Co-Komponist, Co-Produzent |
| 4 | 95 Degrees | 3:54  | 2007 | 2raumwohnung   | Co-Komponist, Co-Produzent |
| 5 | 98 Prozent | 2:21  | 2014 | Mavie Hörbiger | Co-Komponist, Co-Produzent |

### A
| #  | Titel                            | Dauer | Jahr | Interpret                    | Funktion                   |
| -- | -------------------------------- | ----- | ---- | ---------------------------- | -------------------------- |
| 1  | A Kiss is a Kiss                 | 0:50  | 2014 | Toni Kater                   | Co-Komponist, Co-Produzent |
| 2  | Achterbahn                       | 4:27  | 2000 | Rosenstolz                   | Co-Komponist, Co-Produzent |
| 3  | Alles falsch gemacht             | 3:33  | 2006 | Rosenstolz                   | Co-Komponist, Co-Produzent |
| 4  | Alles geht                       | 2:41  | 2014 | Fabian Buch                  | Co-Komponist, Co-Produzent |
| 5  | Alles ist erleuchtet             | 4:04  | 2008 | Rosenstolz                   | Co-Komponist, Co-Produzent |
| 6  | Alles über uns                   | 3:30  | 2004 | Rosenstolz                   | Co-Komponist, Co-Produzent |
| 7  | Alles wird besser                | 5:13  | 1997 | Rosenstolz                   | Co-Komponist, Co-Produzent |
| 8  | Amo vitam                        | 3:30  | 2000 | Rosenstolz                   | Co-Komponist, Co-Produzent |
| 9  | AnNa Galaktika                   | 2:50  | 1992 | Rosenstolz                   | Co-Komponist, Co-Produzent |
| 10 | An einem Morgen im April         | 3:34  | 2008 | Rosenstolz                   | Co-Komponist, Co-Produzent |
| 11 | Anders als geplant               | 4:27  | 2006 | Rosenstolz                   | Co-Komponist, Co-Produzent |
| 12 | Angst                            | 3:24  | 1996 | Rosenstolz                   | Co-Komponist, Co-Produzent |
| 13 | Another Universe                 | 1:24  | 2014 | Peter Plate & Ulf Leo Sommer | Co-Komponist, Co-Produzent |
| 14 | Anorak                           | 4:02  | 2015 | Sarah Connor                 | Co-Komponist, Co-Produzent |
| 15 | Anything Goes                    | 3:59  | 2014 | Chris Schummert              | Co-Komponist, Co-Produzent |
| 16 | Aus Liebe wollt ich alles wissen | 3:54  | 2006 | Rosenstolz                   | Co-Komponist, Co-Produzent |
| 17 | Auch im Regen                    | 4:27  | 2006 | Rosenstolz                   | Co-Komponist, Co-Produzent |
| 18 | Auf einer Welle                  | 2:39  | 2014 | Lisa-Marie Koroll            | Co-Komponist, Co-Produzent |
| 19 | Augen auf                        | 4:30  | 2015 | Sarah Connor                 | Co-Komponist, Co-Produzent |
| 20 | Augenblick (Dezember)            | 4:35  | 2004 | Rosenstolz                   | Co-Komponist, Co-Produzent |
| 21 | Ausgang leider unbekannt         | 4:57  | 2013 | Peter Plate                  | Co-Komponist, Co-Produzent |
| 22 | Ausgesperrt                      | 4:08  | 2004 | Rosenstolz                   | Co-Komponist, Co-Produzent |

### B
| #  | Titel                           | Dauer | Jahr | Interpret                         | Funktion                   |
| -- | ------------------------------- | ----- | ---- | --------------------------------- | -------------------------- |
| 1  | Bastard                         | 5:31  | 2000 | Rosenstolz                        | Co-Komponist, Co-Produzent |
| 2  | Bedingungslos                   | 3:52  | 2015 | Sarah Connor                      | Co-Komponist, Co-Produzent |
| 3  | Beisse mich                     | 3:53  | 1995 | Rosenstolz                        | Co-Komponist, Co-Produzent |
| 4  | Besser gehts nicht              | 3:32  | 2007 | 2raumwohnung                      | Co-Produzent               |
| 5  | Bester Feind                    | 4:07  | 2006 | Rosenstolz                        | Co-Komponist, Co-Produzent |
| 6  | Bibi & Tina (Voll Verhext)      | 1:44  | 2014 | Fabian Buch                       | Co-Produzent               |
| 7  | Bibi & Tina Lied (Neue Version) | 1:25  | 2014 | Fabian Buch                       | Co-Produzent               |
| 8  | Big Bang                        | 3:04  | 2014 | Fabian Buch & Lina Larissa Strahl | Co-Produzent               |
| 9  | Bist Du ok?                     | 3:40  | 2013 | Peter Plate                       | Co-Komponist, Co-Produzent |
| 10 | Bist du dabei                   | 4:17  | 2008 | Rosenstolz                        | Co-Komponist, Co-Produzent |
| 11 | Blaue Flecken                   | 3:38  | 2008 | Rosenstolz                        | Co-Komponist, Co-Produzent |
| 12 | Blauer Sonntag                  | 3:57  | 2013 | Peter Plate                       | Co-Komponist, Co-Produzent |
| 13 | Blue Sunday                     | 3:57  | 2013 | Peter Plate                       | Co-Komponist, Co-Produzent |
| 14 | Blue Sunday                     | 3:51  | 2014 | Maxine Kazis                      | Co-Komponist, Co-Produzent |
| 15 | Blumenkind                      | 3:36  | 1994 | Rosenstolz                        | Co-Komponist, Co-Produzent |

### C
| # | Titel         | Dauer | Jahr | Interpret      | Funktion                   |
| - | ------------- | ----- | ---- | -------------- | -------------------------- |
| 1 | Cleopatra     | 3:27  | 1999 | Rosenstolz     | Co-Komponist, Co-Produzent |
| 2 | Cocktailparty | 2:56  | 1994 | Rosenstolz     | Co-Komponist, Co-Produzent |
| 3 | Conspiracy    | 2:13  | 2014 | Lindiwe Suttle | Co-Komponist, Co-Produzent |

### D
| #  | Titel                              | Dauer | Jahr | Interpret                  | Funktion                   |
| -- | ---------------------------------- | ----- | ---- | -------------------------- | -------------------------- |
| 1  | Dancing with Sharks                | 3:32  | 2014 | Chris Schummert            | Co-Komponist, Co-Produzent |
| 2  | Dann fall ich                      | 3:05  | 2014 | Maxine Kazis & Fabian Buch | Co-Komponist, Co-Produzent |
| 3  | Das Beste im Leben                 | 5:27  | 2004 | Rosenstolz                 | Co-Komponist, Co-Produzent |
| 4  | Deutsches Liebeslied               | 4:46  | 2015 | Sarah Connor               | Co-Komponist, Co-Produzent |
| 5  | Die Dame von der Akademie          | 2:42  | 1994 | Rosenstolz                 | Co-Komponist, Co-Produzent |
| 6  | Die Einsamkeit der Rosen           | 3:30  | 1997 | Rosenstolz                 | Co-Komponist, Co-Produzent |
| 7  | Die Liebe kennt mich nicht         | 3:24  | 2004 | Fabian Buch                | Co-Komponist, Co-Produzent |
| 8  | Das Ende meiner Karriere           | 4:10  | 1999 | Rosenstolz                 | Co-Komponist, Co-Produzent |
| 9  | Das Glück liegt auf der Straße     | 4:03  | 2006 | Rosenstolz                 | Co-Komponist, Co-Produzent |
| 10 | Das gelbe Monster                  | 2:25  | 2004 | Rosenstolz                 | Co-Komponist, Co-Produzent |
| 11 | Der kleine Tod                     | 3:56  | 1996 | Rosenstolz                 | Co-Komponist, Co-Produzent |
| 12 | Der Moment                         | 2:42  | 1996 | Rosenstolz                 | Co-Komponist, Co-Produzent |
| 13 | Die im Dunkeln                     | 2:32  | 2011 | Rosenstolz                 | Co-Komponist, Co-Produzent |
| 14 | Die Liebe ist tot                  | 3:41  | 2004 | Rosenstolz                 | Co-Komponist, Co-Produzent |
| 15 | Die Nacht dehnt sich aus           | 3:48  | 2013 | Peter Plate                | Co-Komponist, Co-Produzent |
| 16 | Die öffentliche Frau               | 4:16  | 1997 | Rosenstolz                 | Co-Komponist, Co-Produzent |
| 17 | Die Psychologin                    | 3:34  | 1997 | Rosenstolz                 | Co-Komponist, Co-Produzent |
| 18 | Die Schlampen sind müde            | 4:34  | 1997 | Rosenstolz                 | Co-Komponist, Co-Produzent |
| 19 | Die schwarze Witwe                 | 3:52  | 2000 | Rosenstolz                 | Co-Komponist, Co-Produzent |
| 20 | Die Suche geht weiter              | 4:13  | 2008 | Rosenstolz                 | Co-Komponist, Co-Produzent |
| 21 | Die Zigarette danach               | 3:21  | 1994 | Rosenstolz                 | Co-Komponist, Co-Produzent |
| 22 | Die Zigarette danach [französisch] | 3:18  | 1999 | Rosenstolz                 | Co-Komponist, Co-Produzent |
| 23 | Diva (Norma)                       | 3:26  | 1992 | Rosenstolz                 | Co-Komponist, Co-Produzent |
| 24 | Driving                            | 1:38  | 2014 | Peter Plate                | Co-Komponist, Co-Produzent |
| 25 | Du sehnsuchtsvolle Nacht           | 3:05  | 2014 | Maxine Kazis               | Co-Komponist, Co-Produzent |
| 26 | Du atmest nicht                    | 3:31  | 2000 | Rosenstolz                 | Co-Komponist, Co-Produzent |
| 27 | Duett                              | 3:30  | 1996 | Rosenstolz                 | Co-Komponist, Co-Produzent |
| 28 | Dunkle Wolken (Mai)                | 4:39  | 1997 | Rosenstolz                 | Co-Komponist, Co-Produzent |

### E
| #  | Titel                          | Dauer       | Jahr        | Interpret                                                                                          | Funktion                   |
| -- | ------------------------------ | ----------- | ----------- | -------------------------------------------------------------------------------------------------- | -------------------------- |
| 1  | Ein anderes Gefühl von Schmerz | 4:48        | 1999        | Rosenstolz                                                                                         | Co-Komponist, Co-Produzent |
| 2  | Ein besserer Mensch            | 4:11 — 3:06 | 2021 — 2022 | Peter Plate & Ulf Leo Sommer feat. Dennis Hupka — Peter Plate & Ulf Leo Sommer feat. Madeline Juno | Co-Komponist, Co-Produzent |
| 3  | Ein gutes Gefühl               | 2:10        | 2014        | Ruth Rosenfeld & Tim Fischer                                                                       | Co-Komponist, Co-Produzent |
| 4  | Eine Frage des Lichts          | 3:47        | 2004        | Rosenstolz                                                                                         | Co-Komponist, Co-Produzent |
| 5  | Ein Wunder für mich            | 3:29        | 2006        | Rosenstolz                                                                                         | Co-Komponist, Co-Produzent |
| 6  | Ein Wunderbaren guten Morgen   | 0:51        | 2014        | Winnie Böwe                                                                                        | Co-Komponist, Co-Produzent |
| 7  | Elektrisch                     | 3:44        | 2013        | Peter Plate                                                                                        | Co-Komponist, Co-Produzent |
| 8  | Elektrisch                     | 4:45        | 2014        | Sebastian Rätzel & Carolina Bigge                                                                  | Co-Komponist, Co-Produzent |
| 9  | E.n.e.r.g.i.e.                 | 4:07        | 2011        | Rosenstolz                                                                                         | Co-Komponist, Co-Produzent |
| 10 | Engel der Schwermut            | 4:28        | 2000        | Rosenstolz                                                                                         | Co-Komponist, Co-Produzent |
| 11 | Erwarten 'se nix               | 2:37        | 1992        | Rosenstolz                                                                                         | Co-Komponist, Co-Produzent |
| 12 | Es ist vorbei                  | 4:02        | 2000        | Rosenstolz                                                                                         | Co-Komponist, Co-Produzent |
| 13 | Es lebe der König              | 5:01        | 1997        | Rosenstolz                                                                                         | Co-Komponist, Co-Produzent |
| 14 | Es tut immer noch weh          | 4:13        | 2002        | Rosenstolz                                                                                         | Co-Komponist, Co-Produzent |
| 15 | Es tut mir leid                | 2:18        | 1994        | Rosenstolz                                                                                         | Co-Komponist, Co-Produzent |
| 16 | Etwas zerstört                 | 4:05        | 2006        | Rosenstolz                                                                                         | Co-Komponist, Co-Produzent |

### F
| #  | Titel                         | Dauer | Jahr | Interpret                      | Funktion                   |
| -- | ----------------------------- | ----- | ---- | ------------------------------ | -------------------------- |
| 1  | Fall                          | 3:22  | 2014 | Chris Schummert & Maxine Kazis | Co-Komponist, Co-Produzent |
| 2  | First Touch                   | 1:05  | 2014 | Peter Plate & Ulf Leo Sommer   | Co-Komponist, Co-Produzent |
| 3  | Flugzeug                      | 3:54  | 2011 | Rosenstolz                     | Co-Komponist, Co-Produzent |
| 4  | Follow Me                     | 3:29  | 2001 | Kim Fisher                     | Co-Komponist, Co-Produzent |
| 5  | Frauen schlafen nie           | 4:17  | 1995 | Rosenstolz                     | Co-Komponist, Co-Produzent |
| 6  | Freeze the Picture            | 1:51  | 2014 | Peter Plate & Ulf Leo Sommer   | Co-Komponist, Co-Produzent |
| 7  | Fuego de vida (Gib mir Sonne) | 3:48  | 2008 | Rosenstolz                     | Co-Komponist, Co-Produzent |
| 8  | Für die Liebe                 | 2:56  | 2014 | Maxine Kazis                   | Co-Komponist, Co-Produzent |
| 9  | Für dich mich dreh            | 5:00  | 1994 | Rosenstolz                     | Co-Komponist, Co-Produzent |
| 10 | Für Geduld fehlt uns die Zeit | 3:41  | 2013 | Peter Plate                    | Co-Komponist, Co-Produzent |
| 11 | Fütter deine Angst            | 4:00  | 1999 | Rosenstolz                     | Co-Komponist, Co-Produzent |

### G
| #  | Titel                                       | Dauer | Jahr | Interpret    | Funktion                   |
| -- | ------------------------------------------- | ----- | ---- | ------------ | -------------------------- |
| 1  | Geld                                        | 3:23  | 1996 | Rosenstolz   | Co-Komponist, Co-Produzent |
| 2  | Gefallen in Love                            | 3:34  | 2013 | Peter Plate  | Co-Komponist, Co-Produzent |
| 3  | Gib mir mehr Himmel                         | 4:37  | 2004 | Rosenstolz   | Co-Komponist, Co-Produzent |
| 4  | Gib mir Sonne                               | 4:34  | 2010 | Adoro        | Co-Produzent               |
| 5  | Gib mir Sonne                               | 3:59  | 2014 | Peter Kraus  | Co-Produzent               |
| 6  | Gib mir Sonne                               | 3:34  | 2008 | Rosenstolz   | Co-Komponist, Co-Produzent |
| 7  | Gott geht heut ohne mein Gebet in sein Bett | 3:34  | 2011 | Rosenstolz   | Co-Komponist, Co-Produzent |
| 8  | Greta hilf mir!                             | 2:4   | 1994 | Rosenstolz   | Co-Komponist, Co-Produzent |
| 9  | Grüße an mein Leben                         | 3:30  | 2008 | Rosenstolz   | Co-Komponist, Co-Produzent |
| 10 | Gut                                         | 3:26  | 2013 | 2raumwohnung | Co-Komponist, Co-Produzent |

### H
| # | Titel                    | Dauer | Jahr | Interpret       | Funktion                   |
| - | ------------------------ | ----- | ---- | --------------- | -------------------------- |
| 1 | Halt mich                | 3:10  | 2015 | Sarah Connor    | Co-Komponist, Co-Produzent |
| 2 | Hau'n Ei rein            | 1:20  | 2014 | Winnie Böwe     | Co-Komponist, Co-Produzent |
| 3 | Herzensschöner           | 3:01  | 1998 | Rosenstolz      | Co-Komponist, Co-Produzent |
| 4 | Herz schlägt auch im Eis | 4:31  | 2008 | Rosenstolz      | Co-Komponist, Co-Produzent |
| 5 | Heiss                    | 3:23  | 2002 | Rosenstolz      | Co-Komponist, Co-Produzent |
| 6 | Helden wie wir           | 3:38  | 2004 | Jasmin Wagner   | Co-Komponist, Co-Produzent |
| 7 | Herz eines Kämpfers      | 3:59  | 2005 | Patricia Kaas   | Co-Komponist, Co-Produzent |
| 8 | High                     | 2:59  | 2014 | Maxine Kazis    | Co-Komponist, Co-Produzent |
| 9 | Highway to Sun           | 2:57  | 2014 | Henning Wehland | Co-Komponist, Co-Produzent |

### I
| #  | Titel                                           | Dauer | Jahr | Interpret           | Funktion                   |
| -- | ----------------------------------------------- | ----- | ---- | ------------------- | -------------------------- |
| 1  | Ich bin ich (wir sind wir)                      | 4:26  | 2009 | Adoro               | Co-Produzent               |
| 2  | Ich bin ich (wir sind wir)                      | 3:39  | 2006 | Rosenstolz          | Co-Komponist, Co-Produzent |
| 3  | Ich bin mein Haus                               | 4:46  | 2008 | Rosenstolz          | Co-Komponist, Co-Produzent |
| 4  | Ich bin verändert                               | 3:45  | 2006 | Rosenstolz          | Co-Komponist, Co-Produzent |
| 5  | Ich bleib hier (Chillout Version)               | 3:23  | 2014 | Lina Larissa Strahl | Co-Komponist, Co-Produzent |
| 6  | Ich bleib hier                                  | 2:59  | 2014 | Lina Larissa Strahl | Co-Komponist, Co-Produzent |
| 7  | Ich geh auf Glas                                | 3:00  | 1992 | Rosenstolz          | Co-Komponist, Co-Produzent |
| 8  | Ich geh in Flammen auf                          | 3:45  | 2006 | Rosenstolz          | Co-Komponist, Co-Produzent |
| 9  | Ich hab genauso Angst wie du                    | 4:10  | 2006 | Rosenstolz          | Co-Komponist, Co-Produzent |
| 10 | Ich hab dir niemals gesagt                      | 2:04  | 2014 | Fabian Buch         | Co-Komponist, Co-Produzent |
| 11 | Ich lieb' mich                                  | 4:05  | 1996 | Rosenstolz          | Co-Komponist, Co-Produzent |
| 12 | Ich geh' jetzt aus (sonst geh' ich ein)         | 3:11  | 1992 | Rosenstolz          | Co-Komponist, Co-Produzent |
| 13 | Ich komm an dir nicht weiter                    | 4:42  | 2004 | Rosenstolz          | Co-Komponist, Co-Produzent |
| 14 | Ich steh noch                                   | 4:09  | 2013 | Peter Plate         | Co-Komponist, Co-Produzent |
| 15 | Ich stell' mich an die nächste Wand (Monotonie) | 3:44  | 1997 | Rosenstolz          | Co-Komponist, Co-Produzent |
| 16 | Ich und mein Prinz                              | 3:34  | 1999 | Rosenstolz          | Co-Komponist, Co-Produzent |
| 17 | Ich verbrauche mich                             | 3:41  | 2002 | Rosenstolz          | Co-Komponist, Co-Produzent |
| 18 | Ich versteh' die Mädchen nicht                  | 3:34  | 2011 | Nicolas Geisler     | Co-Komponist, Co-Produzent |
| 19 | Ich will mehr (Kakmann Song)                    | 3:23  | 2014 | Charly Hübner       | Co-Komponist, Co-Produzent |
| 20 | Ich will mich verlieben                         | 4:38  | 2004 | Rosenstolz          | Co-Komponist, Co-Produzent |
| 21 | In den Sand gesetzt                             | 2:36  | 2004 | Rosenstolz          | Co-Komponist, Co-Produzent |
| 22 | In diesen Nächten                               | 4:22  | 2013 | Helene Fischer      | Co-Komponist, Co-Produzent |
| 23 | Irgendwo in Berlin                              | 4:48  | 2011 | Rosenstolz          | Co-Komponist, Co-Produzent |

### J
| # | Titel                                               | Dauer | Jahr | Interpret         | Funktion                   |
| - | --------------------------------------------------- | ----- | ---- | ----------------- | -------------------------- |
| 1 | Ja, ich will (Hochzeitssong) / mit Hella von Sinnen | 4:24  | 1999 | Rosenstolz        | Co-Komponist, Co-Produzent |
| 2 | Januar (Wenn die Mona Lisa weint)                   | 3:06  | 1992 | Rosenstolz        | Co-Komponist, Co-Produzent |
| 3 | Jedesmal                                            | 4:18  | 1996 | Rosenstolz        | Co-Komponist, Co-Produzent |
| 4 | Je deviens moi                                      | 3:37  | 2005 | Grégory Lemarchal | Co-Komponist, Co-Produzent |

### K
| #  | Titel                    | Dauer | Jahr | Interpret    | Funktion                   |
| -- | ------------------------ | ----- | ---- | ------------ | -------------------------- |
| 1  | Kapitän                  | 5:06  | 2013 | Peter Plate  | Co-Komponist, Co-Produzent |
| 2  | Kassengift               | 3:55  | 2000 | Rosenstolz   | Co-Komponist, Co-Produzent |
| 3  | Kannst du mich hochziehn | 4:02  | 2006 | Rosenstolz   | Co-Komponist, Co-Produzent |
| 4  | Kein Lied von Liebe      | 4:24  | 2008 | Rosenstolz   | Co-Komponist, Co-Produzent |
| 5  | Kinder der Nacht         | 5:22  | 2000 | Rosenstolz   | Co-Komponist, Co-Produzent |
| 6  | Klaus-Trophobie          | 3:18  | 1992 | Rosenstolz   | Co-Komponist, Co-Produzent |
| 7  | Kleiner Prinz            | 3:33  | 1994 | Rosenstolz   | Co-Komponist, Co-Produzent |
| 8  | Komm doch mit            | 4:21  | 2002 | Rosenstolz   | Co-Komponist, Co-Produzent |
| 9  | Kommst Du mit ihr        | 3:24  | 2015 | Sarah Connor | Co-Komponist, Co-Produzent |
| 10 | Königin                  | 3:19  | 1997 | Rosenstolz   | Co-Komponist, Co-Produzent |
| 11 | Kosmos                   | 3:03  | 1992 | Rosenstolz   | Co-Komponist, Co-Produzent |
| 12 | Kuss der Diebe           | 4:21  | 1994 | Rosenstolz   | Co-Komponist, Co-Produzent |

### L
| #  | Titel                            | Dauer | Jahr | Interpret                       | Funktion                   |
| -- | -------------------------------- | ----- | ---- | ------------------------------- | -------------------------- |
| 1  | Lachen                           | 3:52  | 1995 | Rosenstolz                      | Co-Komponist, Co-Produzent |
| 2  | Lass es regnen                   | 4:13  | 1996 | Rosenstolz                      | Co-Komponist, Co-Produzent |
| 3  | Lass mich dein Schlafzimmer sein | 3:40  | 1997 | Rosenstolz                      | Co-Komponist, Co-Produzent |
| 4  | Lasso                            | 3:57  | 2007 | 2raumwohnung                    | Co-Komponist, Co-Produzent |
| 5  | Let There Be Love                | 3:33  | 2011 | Melanie C                       | Co-Komponist, Co-Produzent |
| 6  | Lebend erwacht                   | 3:30  | 1994 | Rosenstolz                      | Co-Komponist, Co-Produzent |
| 7  | Letzter Tanz                     | 2:56  | 2014 | Maxine Kazis & Fabian Buch      | Co-Komponist, Co-Produzent |
| 8  | Liebe ist alles                  | 3:22  | 2008 | Adoro                           | Co-Komponist, Co-Produzent |
| 9  | Liebe ist alles                  | 3:34  | 2004 | Rosenstolz                      | Co-Komponist, Co-Produzent |
| 10 | Liebe People                     | 3:02  | 2014 | Emilio Moutaoukkil & Ina Müller | Co-Komponist, Co-Produzent |
| 11 | Lied von den Vergessenen         | 4:07  | 2011 | Rosenstolz                      | Co-Komponist, Co-Produzent |

### M
| #  | Titel                               | Dauer | Jahr | Interpret                      | Funktion                   |
| -- | ----------------------------------- | ----- | ---- | ------------------------------ | -------------------------- |
| 1  | Macht Liebe                         | 3:19  | 2002 | Rosenstolz                     | Co-Komponist, Co-Produzent |
| 2  | Mad, Mad World                      | 3:55  | 2014 | Chris Schummert & Maxine Kazis | Co-Produzent               |
| 3  | Mädchen auf dem Pferd               | 2:31  | 2014 | Fabian Buch                    | Co-Komponist, Co-Produzent |
| 4  | Magnetisch                          | 2:31  | 1992 | Rosenstolz                     | Co-Komponist, Co-Produzent |
| 5  | Mann im Ohr                         | 3:27  | 1995 | Rosenstolz                     | Co-Komponist, Co-Produzent |
| 6  | Marilyn                             | 4:40  | 2011 | Rosenstolz                     | Co-Komponist, Co-Produzent |
| 7  | Mephisto                            | 4:45  | 1996 | Rosenstolz                     | Co-Komponist, Co-Produzent |
| 8  | Mein König                          | 4:13  | 2015 | Sarah Connor                   | Co-Komponist, Co-Produzent |
| 9  | Mein Leben im Aschenbecher          | 3:57  | 2011 | Rosenstolz                     | Co-Komponist, Co-Produzent |
| 10 | Mein Sex                            | 4:03  | 2006 | Rosenstolz                     | Co-Komponist, Co-Produzent |
| 11 | Mich hat die Liebe gekannt          | 4:29  | 2008 | Rosenstolz                     | Co-Komponist, Co-Produzent |
| 12 | Mir grauts vor diesen Leuten        | 3:52  | 2000 | Rosenstolz                     | Co-Komponist, Co-Produzent |
| 13 | Mir muß es nicht gutgeh'n           | 4:35  | 1999 | Rosenstolz                     | Co-Komponist, Co-Produzent |
| 14 | Mit vollen Händen                   | 3:48  | 2015 | Sarah Connor                   | Co-Komponist, Co-Produzent |
| 15 | Mittwoch is' er fällig              | 4:48  | 1995 | Rosenstolz                     | Co-Komponist, Co-Produzent |
| 16 | Mittwoch is er fällig [französisch] | 2:56  | 1999 | Rosenstolz                     | Co-Komponist, Co-Produzent |
| 17 | Morgenlicht                         | 3:34  | 2011 | Rosenstolz                     | Co-Komponist, Co-Produzent |

### N
| #  | Titel                             | Dauer | Jahr | Interpret                                | Funktion                   |
| -- | --------------------------------- | ----- | ---- | ---------------------------------------- | -------------------------- |
| 1  | Nackt (Juli)                      | 4:42  | 1999 | Rosenstolz                               | Co-Komponist, Co-Produzent |
| 2  | Natur                             | 3:08  | 2014 | Carolina Bigge                           | Co-Komponist, Co-Produzent |
| 3  | Nichts von alledem (tut mir leid) | 4:26  | 2006 | Rosenstolz                               | Co-Komponist, Co-Produzent |
| 4  | Niemals am Ziel                   | 3:44  | 2001 | Kim Fisher                               | Co-Komponist, Co-Produzent |
| 5  | Nirwana                           | 4:48  | 1999 | Rosenstolz                               | Co-Komponist, Co-Produzent |
| 6  | No Risk No Fun                    | 2:39  | 2014 | Emilio Moutaoukkil & Lina Larissa Strahl | Co-Komponist, Co-Produzent |
| 7  | Norma [Live]                      | 3:32  | 2011 | Rosenstolz                               | Co-Komponist, Co-Produzent |
| 8  | Nur das Eine [Live]               | 2:43  | 2011 | Rosenstolz                               | Co-Komponist, Co-Produzent |
| 9  | Nur einmal noch                   | 3:21  | 1994 | Rosenstolz                               | Co-Komponist, Co-Produzent |
| 10 | Nymphoman                         | 3:43  | 1994 | Rosenstolz                               | Co-Komponist, Co-Produzent |

### O
| # | Titel               | Dauer | Jahr | Interpret                    | Funktion                   |
| - | ------------------- | ----- | ---- | ---------------------------- | -------------------------- |
| 1 | Objekt der Begierde | 3:35  | 1996 | Rosenstolz                   | Co-Komponist, Co-Produzent |
| 2 | Ordinary Girl       | 2:21  | 2014 | Ruby O. Fee                  | Co-Komponist, Co-Produzent |
| 3 | Ouvertüre           | 4:37  | 2014 | Peter Plate & Ulf Leo Sommer | Co-Komponist, Co-Produzent |

### P
| # | Titel                           | Dauer | Jahr | Interpret  | Funktion                   |
| - | ------------------------------- | ----- | ---- | ---------- | -------------------------- |
| 1 | Paradies                        | 4:51  | 2002 | Rosenstolz | Co-Komponist, Co-Produzent |
| 2 | Party mit mir selbst            | 3:28  | 1997 | Rosenstolz | Co-Komponist, Co-Produzent |
| 3 | Perlentaucher                   | 4:36  | 1999 | Rosenstolz | Co-Komponist, Co-Produzent |
| 4 | Prinzessin auf dem Abstellgleis | 4:21  | 2002 | Rosenstolz | Co-Komponist, Co-Produzent |

### R
| # | Titel             | Dauer | Jahr | Interpret    | Funktion                   |
| - | ----------------- | ----- | ---- | ------------ | -------------------------- |
| 1 | Raubtier          | 3:55  | 2002 | Rosenstolz   | Co-Komponist, Co-Produzent |
| 2 | Rette mich später | 3:56  | 2009 | 2raumwohnung | Co-Komponist, Co-Produzent |
| 3 | Rire              | 4:02  | 1999 | Rosenstolz   | Co-Komponist, Co-Produzent |

### S
| #  | Titel                            | Dauer | Jahr | Interpret                                             | Funktion                   |
| -- | -------------------------------- | ----- | ---- | ----------------------------------------------------- | -------------------------- |
| 1  | Sag doch                         | 4:30  | 2000 | Rosenstolz                                            | Co-Komponist, Co-Produzent |
| 2  | Samstags                         | 3:58  | 1995 | Rosenstolz                                            | Co-Komponist, Co-Produzent |
| 3  | Sanfter Verführer                | 3:04  | 1995 | Rosenstolz                                            | Co-Komponist, Co-Produzent |
| 4  | Sex im Hotel                     | 3:04  | 1996 | Rosenstolz                                            | Co-Komponist, Co-Produzent |
| 5  | Schlampenfieber                  | 2:58  | 1992 | Rosenstolz                                            | Co-Komponist, Co-Produzent |
| 6  | Schiess mich jetzt ab            | 3:37  | 1999 | Rosenstolz                                            | Co-Komponist, Co-Produzent |
| 7  | Schlange                         | 4:05  | 1999 | Rosenstolz                                            | Co-Komponist, Co-Produzent |
| 8  | Schmetterlinge aus Eis           | 3:34  | 2008 | Rosenstolz                                            | Co-Komponist, Co-Produzent |
| 9  | Schöner war's mit Dir            | 3:39  | 2013 | Peter Plate                                           | Co-Komponist, Co-Produzent |
| 10 | Schüchtern ist mein Glück        | 4:13  | 2013 | Peter Plate                                           | Co-Komponist, Co-Produzent |
| 11 | Sea Captain                      | 5:03  | 2013 | Peter Plate                                           | Co-Komponist, Co-Produzent |
| 12 | Septembergrau                    | 4:39  | 2000 | Rosenstolz                                            | Co-Komponist, Co-Produzent |
| 13 | Sei mein Gott                    | 4:32  | 1995 | Rosenstolz                                            | Co-Komponist, Co-Produzent |
| 14 | Sei mein Gott [französisch]      | 4:32  | 1999 | Rosenstolz                                            | Co-Komponist, Co-Produzent |
| 15 | Sex in der Wüste (A.N.N.E.T.T.E) | 3:43  | 2010 | Peter Plate und der Ulf Leo Sommer feat. Diamond Girl | Co-Komponist, Co-Produzent |
| 16 | Sprachlos                        | 4:04  | 2011 | Rosenstolz                                            | Co-Komponist, Co-Produzent |
| 17 | Soubrette werd' ich nie          | 3:42  | 1992 | Rosenstolz                                            | Co-Komponist, Co-Produzent |
| 18 | Stolz der Rose                   | 3:12  | 1992 | Rosenstolz                                            | Co-Komponist, Co-Produzent |
| 19 | Sternraketen                     | 3:03  | 2002 | Rosenstolz                                            | Co-Komponist, Co-Produzent |
| 20 | Strahlende Nächte                | 3:27  | 1994 | Rosenstolz                                            | Co-Komponist, Co-Produzent |
| 21 | Stolz der Rose                   | 3:12  | 1992 | Rosenstolz                                            | Co-Komponist, Co-Produzent |
| 22 | Sturm                            | 3:28  | 2013 | Peter Plate                                           | Co-Komponist, Co-Produzent |
| 23 | Süchtig                          | 2:52  | 1992 | Rosenstolz                                            | Co-Komponist, Co-Produzent |
| 24 | Susi im roten Kleid              | 3:51  | 2008 | Rosenstolz                                            | Co-Komponist, Co-Produzent |

### T
| # | Titel                    | Dauer | Jahr | Interpret   | Funktion                   |
| - | ------------------------ | ----- | ---- | ----------- | -------------------------- |
| 1 | Tag in Berlin (November) | 3:03  | 2002 | Rosenstolz  | Co-Komponist, Co-Produzent |
| 2 | There Must Be An Angel   | 3:55  | 2001 | No Angels   | Co-Produzent               |
| 3 | Tür auf                  | 3:13  | 2013 | Peter Plate | Co-Komponist, Co-Produzent |

### U
| # | Titel                               | Dauer | Jahr | Interpret      | Funktion                   |
| - | ----------------------------------- | ----- | ---- | -------------- | -------------------------- |
| 1 | Überdosis Glück                     | 3:53  | 2011 | Rosenstolz     | Co-Komponist, Co-Produzent |
| 2 | Unerwartet (Ein Fenster zum Himmel) | 4:00  | 2008 | Rosenstolz     | Co-Komponist, Co-Produzent |
| 3 | Unser Tag                           | 3:38  | 2013 | Helene Fischer | Co-Komponist, Co-Produzent |
| 4 | Unsterblich                         | 3:17  | 2002 | Rosenstolz     | Co-Komponist, Co-Produzent |
| 5 | Us 2 We R Musik                     | 4:26  | 2013 | Peter Plate    | Co-Komponist, Co-Produzent |

### V
| # | Titel                  | Dauer | Jahr | Interpret    | Funktion                   |
| - | ---------------------- | ----- | ---- | ------------ | -------------------------- |
| 1 | Versprochen            | 3:47  | 2015 | Sarah Connor | Co-Komponist, Co-Produzent |
| 2 | Verzeih dir selbst     | 3:57  | 2007 | 2raumwohnung | Co-Komponist, Co-Produzent |
| 3 | Viel zu kalt (Februar) | 3:17  | 1994 | Rosenstolz   | Co-Komponist, Co-Produzent |
| 4 | Vincent                | 4:43  | 2019 | Sarah Connor | Co-Komponist, Co-Produzent |
| 5 | Vom Wesen der Liebe    | 4:40  | 1999 | Rosenstolz   | Co-Komponist, Co-Produzent |
| 6 | Voyeur                 | 2:46  | 1992 | Rosenstolz   | Co-Komponist, Co-Produzent |

### W
| #  | Titel                                       | Dauer | Jahr | Interpret    | Funktion                   |
| -- | ------------------------------------------- | ----- | ---- | ------------ | -------------------------- |
| 1  | Wenn Du aufwachst                           | 3:36  | 1992 | Rosenstolz   | Co-Komponist, Co-Produzent |
| 2  | Wenn du jetzt aufgibst                      | 5:23  | 1997 | Rosenstolz   | Co-Komponist, Co-Produzent |
| 3  | Wann kommst du (Autos fahr'n an mir vorbei) | 4:41  | 2008 | Rosenstolz   | Co-Komponist, Co-Produzent |
| 4  | Was kann ich für eure Welt                  | 3:49  | 2003 | Rosenstolz   | Co-Komponist, Co-Produzent |
| 5  | Weil wir Freunde sind (Der Tiger Taps Song) | 3:10  | 2011 | Rosenstolz   | Co-Komponist, Co-Produzent |
| 6  | Weine nicht                                 | 4:46  | 1996 | Rosenstolz   | Co-Komponist, Co-Produzent |
| 7  | Wie geht glücklich                          | 4:14  | 2015 | Sarah Connor | Co-Komponist, Co-Produzent |
| 8  | Wie lang kann ein Mensch tanzen?            | 3:55  | 2012 | Rosenstolz   | Co-Komponist, Co-Produzent |
| 9  | Wie schön du bist                           | 3:38  | 2015 | Sarah Connor | Co-Komponist, Co-Produzent |
| 10 | Wie weit ist vorbei                         | 4:14  | 2008 | Rosenstolz   | Co-Komponist, Co-Produzent |
| 11 | Wir beide sind Musik                        | 4:26  | 2013 | Peter Plate  | Co-Komponist, Co-Produzent |
| 12 | Wir küssen Amok                             | 3:44  | 2011 | Rosenstolz   | Co-Komponist, Co-Produzent |
| 13 | Wir sind am Leben                           | 4:34  | 2012 | Adoro        | Co-Komponist, Co-Produzent |
| 14 | Wir sind am Leben                           | 4:51  | 2011 | Rosenstolz   | Co-Komponist, Co-Produzent |
| 15 | Willkommen                                  | 4:19  | 2004 | Rosenstolz   | Co-Komponist, Co-Produzent |
| 16 | Woran hält sich die Liebe                   | 5:01  | 2006 | Rosenstolz   | Co-Komponist, Co-Produzent |

### Z
| # | Titel           | Dauer | Jahr | Interpret  | Funktion                   |
| - | --------------- | ----- | ---- | ---------- | -------------------------- |
| 1 | Zarah in Ketten | 5:24  | 1996 | Rosenstolz | Co-Komponist, Co-Produzent |
| 2 | ZuckerRoterMond | 4:22  | 1999 | Rosenstolz | Co-Komponist, Co-Produzent |
| 3 | Zucker II       | 4:53  | 1999 | Rosenstolz | Co-Komponist, Co-Produzent |
| 4 | Zu treu (April) | 4:34  | 1996 | Rosenstolz | Co-Komponist, Co-Produzent |